# Општина Шепреуш (Арад)
Шепреуш (рум. Şepreuş) општина је у Румунији у округу Арад.
Oпштина се налази на надморској висини од 99 m.